# Josh Schwartz
Joshua Ian Schwartz, detto Josh (Providence, 6 agosto 1976), è uno sceneggiatore, regista e produttore televisivo statunitense.
È noto per essere l'ideatore della serie televisiva The O.C., e coautore delle serie Gossip Girl (insieme a Stephanie Savage) e Chuck (co-ideata con Chris Fedak). Schwartz è anche il produttore della serie televisiva Hart of Dixie (creata da Leila Gerstein), nonché del breve The Carrie Diaries (sviluppato da Amy B. Harris).

## Biografia
Nato da genitori ebrei statunitensi entrambi designer di giocattoli per la Hasbro. Frequenta prima la Wheeler School nel Rhode Island, poi si laurea alla USC School of Cinema-Television nel 1999. Già al primo anno di college, Schwartz vende la sua prima sceneggiatura per ben un milione di dollari.
A soli 26 anni, Schwartz crea per la Fox la serie televisiva The O.C. divenendo il più giovane showrunner della storia americana, mentre nel 2007, l'anno in cui si concluse The O.C., è il co-creatore di due nuove serie televisive, Gossip Girl (in onda per sei stagioni sulla The CW) e Chuck (in onda per cinque stagioni su NBC).
Dal 2011 si dedica esclusivamente alla produzione in campo seriale con Hart of Dixie (trasmessa per quattro stagioni su The CW) e le sfortunate Cult e The Carrie Diaries (entrambe in onda sempre sulla CW). Nel 2015 debutta come serie estiva sulla ABC The Astronaut Wives Club, telefilm dalla gestazione travagliata cui Schwartz e il suo team hanno lavorato fin dal 2013.
Come sceneggiatore, Josh ha scritto anche diversi pilot televisivi che tuttavia non hanno dato origine a serie televisive: Brookfield (per la Disney), Wall to Wall Records (per la Warner Bros.), Alphabet City e Athens (per la Fox), Ghost Angels (per la NBC) e Georgetown (per la Disney/ABC).

## Filmografia

### Sceneggiatore
- 2003-2007 - The O.C. – serie TV, 29 episodi
- 2007-2012 - Gossip Girl – serie TV, 4 episodi
- 2007-2012 - Chuck – serie TV, 4 episodi
- 2009 - Rockville CA – webserie, 1 episodio

### Regista
- 2012 - Fun Size

### Produttore
- 2003-2007 - The O.C. – serie TV, 92 episodi
- 2007-2012 - Gossip Girl – serie TV, 121 episodi
- 2007-2012 - Chuck – serie TV, 91 episodi
- 2009 - Rockville CA – webserie, 4 episodi
- 2011-2015 - Hart of Dixie – serie TV, 76 episodi
- 2013-2014 - The Carrie Diaries – serie TV, 26 episodi
- 2013 - Cult - serie TV, 13 episodi
- 2014 - Un amore senza fine (Endless Love), regia di Shana Feste
- 2015 - The Astronaut Wives Club - serie TV, 10 episodi
- 2017 - Runaways - serie TV, 10 episodi
- 2017 - Dynasty - serie TV
- 2019 - Cercando Alaska (Looking for Alaska) - miniserie, 8 episodi